# 皎潔深宵之月
《皎潔深宵之月》是由山森三香創作的日本漫畫，開始連載於《Dessert》2020年9月號。
本作於2025年5月宣佈動畫化，預定放映檔期為2026年1月。

## 故事概要
瀧口宵是就讀高一的女孩，因為外型帥氣瀟灑被同學們封為「王子」，內心其實很想如普通少女般談一場浪漫的戀愛。某日宵遇到了把她當公主般對待的學長市村琥珀，可是對方卻是個舉止輕浮的人，不過相處間她漸漸發現了琥珀的優點。

## 登場角色
瀧口宵（聲：一宮麗）
本作女主角，擁有中性帥氣的外型，但渴望像普通少女般投入感情關係。起先對琥珀的輕浮舉止不以為然，但隨著逐漸發現琥珀的優點而產生情愫。
市村琥珀（聲：鈴木崚汰）
本作男主角，特徵是醒目的銀白短髮。對宵產生興趣。

## 出版書籍
| 卷數 | 講談社         | 講談社                 | 東立出版社     | 東立出版社                           |
| 卷數 | 發售日期       | ISBN                   | 發售日期       | ISBN                                 |
| ---- | -------------- | ---------------------- | -------------- | ------------------------------------ |
| 1    | 2020年12月11日 | ISBN 978-4-06-521777-1 | 2021年11月11日 | ISBN 978-957-26-7542-7               |
| 2    | 2021年5月13日  | ISBN 978-4-06-523279-8 | 2023年1月10日  | ISBN 978-957-26-8670-6               |
| 3    | 2021年11月12日 | ISBN 978-4-06-525680-0 | 2023年4月28日  | ISBN 978-957-26-9447-3               |
| 4    | 2022年5月13日  | ISBN 978-4-06-527871-0 | 2023年12月29日 | ISBN 978-626-360-545-9               |
| 5    | 2022年11月11日 | ISBN 978-4-06-529819-0 | 2024年3月4日   | ISBN 978-626-372-674-1               |
| 6    | 2023年5月12日  | ISBN 978-4-06-531634-4 | 2024年7月4日   | ISBN 978-626-02-1207-0（首刷附錄版） |
| 7    | 2023年10月13日 | ISBN 978-4-06-533352-5 | 2024年8月15日  | ISBN 978-626-02-1662-7（首刷附錄版） |
| 8    | 2024年8月9日   | ISBN 978-4-06-536619-6 | 2025年3月17日  | ISBN 978-626-02-3214-6（首刷附錄版） |
| 9    | 2025年5月13日  | ISBN 978-4-06-539498-4 |                |                                      |

## 迴響
本作在下一部漫畫大獎2021的紙本漫畫類別中獲得第14名、2021年在宮脇書店主辦的Miyawaki Comic Awards（ミヤコミ）2021被遴選為獲獎作品之一，在講談社主辦由全國書店店員投票遴選前十部「有趣且值得推薦的漫畫作品」的獎項「講談社真心推薦！漫畫展2021（日语：講談社ガチ！マンガフェア2021）」榜上有名。《這本漫畫真厲害！2022》女生篇第4名。
本作於第47屆與第48屆講談社漫畫賞均入圍少女部門，但在該兩屆均未獲獎。

## 外部連結
- 官方網站（日語）
- 電視動畫「皎潔深宵之月」官方網頁（日語）